# Sukeri
Sukeri eller Sukerijärvi är en sjö i Finland. Den ligger i kommunen Kuusamo i landskapet Norra Österbotten, i den nordöstra delen av landet, 700 km norr om huvudstaden Helsingfors. Sukeri ligger 239,7 meter över havet. Den är 0,7 meter djup. Arean är 70,3 hektar och strandlinjen är 4,79 kilometer lång. Sjön  ingår i Koundaälvens huvudavrinningsområde. 